# Оптично стъкло
Оптичното стъкло е вид техническо стъкло със специален състав, висока прозрачност, чистота, хомогенност и строго определен показател на пречупване и дисперсия, което се използва за изработване на оптични елементи.

## Химически състав
В състава на оптичното стъкло влизат силициев диоксид, натриев карбонат, борна киселина, бариеви соли, оловен оксид, флуорни соли и други вещества

## Основни оптични свойства
Оптичното стъкло се характеризира с показател на пречупване и дисперсия, средна дисперсия и коефициент на дисперсия.

### Показател на пречупване
В миналото (по времето на Ото Шот и Ернст Абе) и до неотдавна за характеристика на оптичните стъкла се е използвал показател на показателят на пречупване {\displaystyle ~n_{D}}, за жълтата спектрална D - линия на натрия (λ=589.3 нм).
Тази линия обаче не е единична, а двойна (така нареченият натриев дублет или Фраунхоферова линия), което се отразява на точността на измерванията, затова днес за показател на пречупване ({\displaystyle ~n_{\lambda }}) се приема или значението му за жълтата d-линия на хелия с λ=587,56 нм, или за жълто-зелената живачна e -линия с λ=546,07 нм. Първият ({\displaystyle ~n_{d}}) е приет от западни производители на оптично стъкло като Schott, Hoya, Ohara и др., вторият ({\displaystyle ~n_{e}}) е приет в документацията на руските производители.
В днешно време в промишлено произвежданите стъкла са постигнати гранични значения на {\displaystyle ~n_{d}} от 1,43 до 2,17. Допустимото отклонение в стойностите зависи от категорията на оптичното стъкло и е от порядъка ±(3-20)×10-4

### Средна дисперсия
Средната дисперсия е разликата в показателите на пречупване nF за синята спектрална линия λ=488.1 нм и nC червената спектрална линия λ=656.3 нм.

### Коефициент на дисперсия
Коефициентът на дисперсия (число на Абе, {\displaystyle ~\nu _{\lambda }}) се определя от отношението на намаления с единица {\displaystyle ~n_{\lambda }} към средната дисперсия. 

Използва се един от двата варианта:
{\displaystyle \nu _{d}={\frac {n_{d}-1}{n_{F}-n_{C}}}}
където средната дисперсия е разликата в показателите на пречупване за синята (F ) и червената (C ) линии на натрия
или
{\displaystyle \nu _{e}={\frac {n_{e}-1}{n_{F'}-n_{C'}}}}
където средната дисперсия е разликата в показателите на пречупване за синята (F' ) и червената (C' ) линии на кадмия.
В днешно време стойностите на {\displaystyle ~\nu _{d}} за промишлените оптически стъкла са в границите от 17 до 95.

## Видове оптично стъкло
Основните видове оптично стъкло са кроново и флинтово.
Кроновите стъкла съдържат натрий (или калий) и калций, което обуславя и оптичните им свойства. Те се характеризират със сравнително висок коефициент на дисперсия (над 0,5) (число на Абе) и сравнително нисък показател на пречупване (~ 1,5).
Флинтовите стъкла се характеризират със сравнително нисък коефициент на дисперсия (под 0,5) (число на Абе) и сравнително висок показател на пречупване (~ 1,55 – 1,6). Освен силициев диоксид, в техния състав влизат калий, олово и понякога титан под формата на тройна система оксиди.